# آندریا آردیتو
آندریا آردیتو (انگلیسی: Andrea Ardito؛ زادهٔ ۸ ژانویهٔ ۱۹۷۷) بازیکن فوتبال اهل ایتالیا است.
از باشگاه‌هایی که در آن بازی کرده‌است می‌توان به باشگاه فوتبال تورینو، باشگاه فوتبال لچه، باشگاه فوتبال بولونیا، باشگاه فوتبال روبور سیه‌نا، و باشگاه فوتبال کومو اشاره کرد.